# Benoîte des montagnes
Geum montanum
Espèce
Classification phylogénétique
La benoîte des montagnes ou benoite des montagnes (Geum montanum L., 1753) est une espèce de plantes à fleurs du genre Geum et de la famille des Rosaceae. C'est une plante herbacée européenne, assez commune dans les montagnes françaises (Pyrénées, Alpes, Massif du Jura, Massif central).

## Synonymes
- Geum alpinum Mill. (Attention à ne pas confondre avec Geum alpinum Buchanan, nom valide d'une autre espèce de Nouvelle-Zélande.)

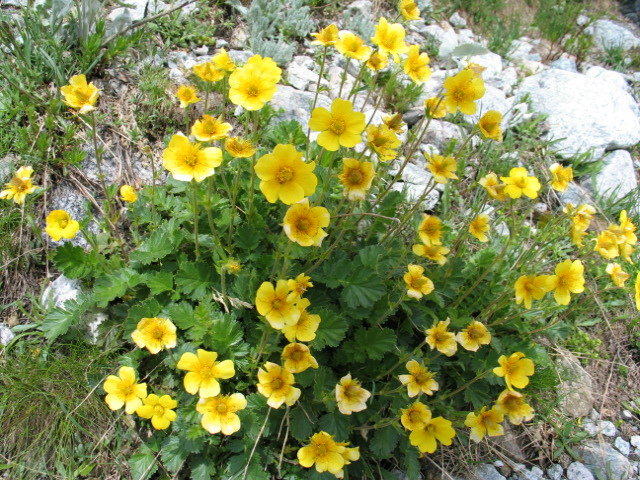
Touffe de Benoîte en fleur.

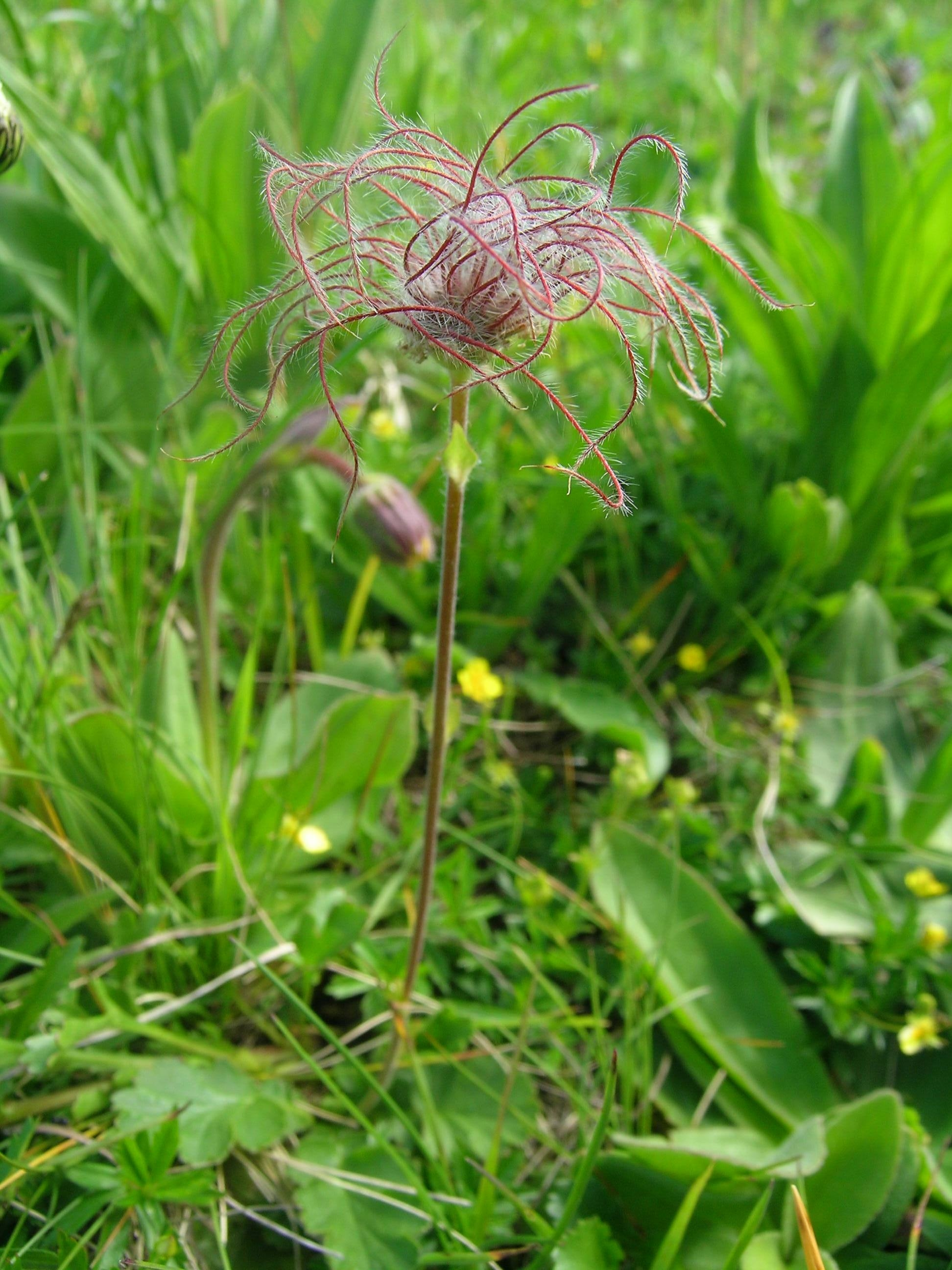
Fruit.

- Sieversa montana (L.) R.Br.